# Connor Hellebuyck
Connor Charles Hellebuyck (Michigan, 19 de maio de 1993) é um jogador norte-americano de hóquei no gelo profissional que atualmente joga pelo Winnipeg Jets da National Hockey League (NHL) como goleiro.
Ele foi selecionado pelos Jets como a 130ª escolha geral do Draft da NHL de 2012.

## Primeiros anos
Filho de Chuck e Erin, Hellebuyck nasceu em 19 de maio de 1993 em Commerce Township, Michigan. Seu pai é engenheiro de treinamento técnico, enquanto sua mãe é artista e autora de livros infantis.

## Carreira de jogador

### Amador
Após concluir sua carreira no ensino médio na Walled Lake Northern High School em Commerce Township, Michigan, Hellebuyck jogou um ano de hóquei júnior pelo Odessa Jackalopes, uma franquia afiliado ao New York Islanders. Hellebuyck passou de praticamente desconhecido a um dos principais prospectos enquanto jogava em Odessa e foi selecionado pelo Winnipeg Jets no Draft da NHL de 2012.
Hellebuyck recebeu uma bolsa de estudos para jogar pelo Universidade de Massachusetts Lowell da NCAA, onde, em duas temporadas, jogou 54 partidas e compilou um recorde de 38–12–2 com uma porcentagem de defesa de 94.6%, uma média de gols contra de 1.6 e 12 jogos sem sofrer gols. Ele conquistou o título do Hockey East e participou do Frozen Four em seu ano de calouro. Lowell foi bi-campeão do Hockey East no ano seguinte e Hellebuyck se tornou o único jogador na história do Hockey East a ser nomeado MVP do torneio duas vezes.
Para a temporada de 2013–14, Hellebuyck recebeu o Prêmio Mike Richter Award como o melhor goleiro do hóquei universitário. Ele deixou UMass como o líder da escola em jogos sem sofrer gols, com 12 shutouts em 54 jogos, superando o Carter Hutton. Ele também detém os recordes de uma única temporada para a melhor porcentagem de defesa (95.2%) e média de gols contra (1.3), ambos na temporada de 2012–13.

### Profissional
Hellebuyck optou por abrir mão de seus dois últimos anos de elegibilidade universitária quando assinou um contrato de três anos com o Winnipeg Jets da National Hockey League (NHL) em 5 de abril de 2014. Na temporada de 2014–15, ele jogou sua primeira temporada profissional completa com o afiliado dos Jets na American Hockey League (AHL), o St. John's IceCaps, e foi selecionado para o All-Star Game da AHL de 2015. Hellebuyck foi chamado pelos Jets no final da temporada regular para ser reserva em um jogo. Em 22 de novembro de 2015, os Jets convocaram Hellebuyck após Ondřej Pavelec se machucar durante um jogo contra o Arizona Coyotes. Em 27 de dezembro, Hellebuyck registrou seu primeiro shutout na NHL em uma vitória por 1–0 sobre o Pittsburgh Penguins.
Hellebuyck integrou o time dos Jets de 2016–17 como titular. Em sua primeira temporada como titular, Hellebuyck registrou um recorde de 26–19–4 em 56 jogos.
Em 24 de julho de 2017, os Jets renovaram o contrato de Hellebuyck por um ano e US$2,25 milhões.
Na temporada de 2017–18, Hellebuyck registrou um recorde de 44–11–9 em 67 jogos, estabelecendo o recorde de mais vitórias em uma única temporada por um goleiro americano na NHL, anteriormente detido por Tom Barrasso do Pittsburgh Penguins em 1992, bem como o recorde de mais vitórias em casa por um goleiro da NHL em uma única temporada, anteriormente igualado em 29 por Miikka Kiprusoff e Evgeni Nabokov. Em 17 de abril de 2018, Hellebuyck foi nomeado finalista do Troféu Vezina como o melhor goleiro da liga. Ele foi o segundo colocado atrás do goleiro do Nashville Predators, Pekka Rinne.
Em 12 de julho de 2018, Hellebuyck assinou uma extensão de contrato de seis anos e US$37 milhões com os Jets.
Na temporada de 2019–20, Hellebuyck ficou em segundo lugar na NHL em vitórias (31), primeiro em shutouts (seis) e sétimo em porcentagem de defesas (92.2%) entre os goleiros que jogaram pelo menos 20 jogos. Ele teve um recorde de 31–21–5 com uma média de gols contra de 2.5 e permitiu dois ou menos gols em 32 de seus 58 jogos, ajudando os Jets a avançar para os playoffs. Em 21 de setembro de 2020, antes do Jogo 2 das Finais da Stanley Cup, Hellebuyck foi anunciado como o vencedor do Troféu Vezina como o melhor goleiro da liga na temporada de 2019–20, tornando-se o primeiro goleiro na história dos Winnipeg Jets/Atlanta Thrashers a ganhar o prêmio.
Em 4 de fevereiro de 2021, Hellebuyck conquistou sua 153ª vitória na NHL quando os Jets venceram o Calgary Flames por 4–1, quebrando o recorde de vitórias por um goleiro na franquia, anteriormente detido por Ondřej Pavelec.
Em 24 de abril de 2022, Hellebuyck jogou sua 380ª partida como jogador do Winnipeg Jets e alcançou sua 200ª vitória na carreira (todas como jogador dos Jets) ao vencer o Colorado Avalanche por 4–1.
Hellebuyck foi nomeado finalista do Troféu Vezina pela terceira vez em sua carreira na temporada de 2022–23, onde teve um recorde de 37–25–2 e uma porcentagem de defesas de 92.0%.
Em 9 de outubro de 2023, Hellebuyck assinou uma extensão de contrato de sete anos e US$59,5 milhões com os Jets. A temporada de 2023–24 foi um grande sucesso para os Jets. A equipe terminou em quarto lugar na NHL, enquanto Hellebuyck teve um recorde de 37–19–4, uma média de gols contra de 2.39 e uma porcentagem de defesas de 92.1%. Os Jets permitiram o menor número de gols da liga, 199 em 82 jogos, e como resultado, Hellebuyck recebeu o Troféu William M. Jennings, sendo o primeiro goleiro dos Jets a ganhar o prêmio. Ele também ganhou o Troféu Vezina pela segunda vez em sua carreira.

## Carreira na seleção
Hellebuyck foi escolhido pelos Estados Unidos para jogar no Campeonato Mundial de 2015. Ele ajudou a equipe dos EUA a conquistar a medalha de bronze no torneio. Hellebuyck registrou um recorde de 7–1–0 com dois shutouts em seus oito jogos no torneio. Ele também terminou com uma média de gols contra de 1.37 e uma porcentagem de defesas de 94.8%. Suas sete vitórias empataram com um recorde dos EUA para o maior número em um único torneio, estabelecido em 1939.

## Vida pessoal
Hellebuyck e sua esposa Andrea têm dois filhos juntos. Em 2023, Hellebuyck co-escreveu dois livros infantis sobre saúde mental com Thom Van Dycke, intitulados ''Bucky Beats the Blues'' e "Is Something Wrong With Weasel?".

## Estatísticas da carreira
| 2014–15 | St. John's IceCaps | AHL    | 58  | 28  | 22  | 5  | 143   | 6  | 2.58 | .921 | —  | —  | —  | —   | — | —    | —    |
| 2015–16 | Manitoba Moose     | AHL    | 30  | 13  | 15  | 1  | 72    | 4  | 2.49 | .922 | —  | —  | —  | —   | — | —    | —    |
| 2015–16 | Winnipeg Jets      | NHL    | 26  | 13  | 11  | 0  | 56    | 2  | 2.34 | .918 | —  | —  | —  | —   | — | —    | —    |
| 2016–17 | Winnipeg Jets      | NHL    | 56  | 26  | 19  | 4  | 146   | 4  | 2.89 | .907 | —  | —  | —  | —   | — | —    | —    |
| 2017–18 | Winnipeg Jets      | NHL    | 67  | 44  | 11  | 9  | 156   | 6  | 2.36 | .924 | 17 | 9  | 8  | 40  | 2 | 2.36 | .922 |
| 2018–19 | Winnipeg Jets      | NHL    | 63  | 34  | 23  | 3  | 179   | 2  | 2.90 | .913 | 6  | 2  | 4  | 16  | 0 | 2.67 | .913 |
| 2019–20 | Winnipeg Jets      | NHL    | 58  | 31  | 21  | 5  | 140   | 6  | 2.57 | .922 | 4  | 1  | 3  | 12  | 0 | 3.04 | .904 |
| 2020–21 | Winnipeg Jets      | NHL    | 45  | 24  | 17  | 3  | 112   | 4  | 2.58 | .916 | 8  | 4  | 4  | 20  | 1 | 2.23 | .931 |
| 2021–22 | Winnipeg Jets      | NHL    | 66  | 29  | 27  | 10 | 193   | 4  | 2.97 | .910 | —  | —  | —  | —   | — | —    | —    |
| 2022–23 | Winnipeg Jets      | NHL    | 64  | 37  | 25  | 2  | 157   | 4  | 2.49 | .920 | 5  | 1  | 4  | 18  | 0 | 3.44 | .886 |
| 2023–24 | Winnipeg Jets      | NHL    | 60  | 37  | 19  | 4  | 142   | 5  | 2.39 | .921 | 5  | 1  | 4  | 24  | 0 | 5.23 | .864 |
| Totais  | Totais             | Totais | 593 | 316 | 210 | 46 | 1.496 | 47 | 2.59 | .917 | 45 | 18 | 27 | 130 | 3 | 2.85 | .910 |